# Westraltrachia porcata
Westraltrachia porcata é uma espécie de gastrópode  da família Camaenidae.
É endémica da Austrália.